# Aquis basalis
Aquis basalis är en fjärilsart som beskrevs av Embrik Strand 1917. Aquis basalis ingår i släktet Aquis och familjen trågspinnare. Inga underarter finns listade i Catalogue of Life.